# Павленко, Дмитрий Владимирович (гандболист)
Дмитрий Владимирович Павленко (род. 1 января 1991) — российский гандболист, вратарь российского клуба «Чеховские медведи» и сборной России. Мастер спорта России.

## Карьера
Заниматься гандболом начал в городе Запорожье (Украина). Первый тренер В. И. Величко.
Был признан болельщиками лучшим игроком сезона-2021/22 в составе «Чеховских медведей» — сыграл 31 матч и совершил 231 сейв, помог выиграть чемпионский титул. В сезоне 2022/23 был признан лучшим игроком группового этапа SEHA League, а также дважды признавался лучшим вратарём тура на групповой стадии.

## Титулы
- Чемпион России (10): 2012–2022
- Обладатель Кубка России (7): 2012, 2013, 2015, 2016, 2018, 2019, 2020
- Обладатель Суперкубка России (7): 2014–2020